# Achyronas Liopetriou
Achyronas Liopetriou là một câu lạc bộ bóng đá Síp có trụ sở ở Liopetri. Thành lập năm 1956, câu lạc bộ từng thi đấu ở các giải hạng hai, hạng ba, hạng tư của Síp.

## Danh hiệu
- Giải bóng đá hạng tư quốc gia Cộng hòa Síp:
  - Vô địch (3): 1987, 1991, 2007